# Moscufo
Moscufo – miejscowość i gmina we Włoszech, w regionie Abruzja, w prowincji Pescara.
Według danych na rok 2004 gminę zamieszkiwały 3163 osoby, 158,2 os./km².